# Charles Nix
Charles George Ashburner Nix (* 25. August 1873 in Crawley; † 3. März 1956 ebenda) war ein britischer Sportschütze.

## Erfolge
Charles Nix nahm an den Olympischen Spielen 1908 in London in drei Wettbewerben teil. Im Einzelwettbewerb des Laufenden Hirschs belegte er im Einzelschuss mit 19 Punkten den zehnten Platz, während er im Doppelschuss mit 22 Punkten den elften Rang erreichte. In der Mannschaftskonkurrenz traten mit Schweden und Großbritannien lediglich zwei Mannschaften an. Die schwedische Mannschaft setzte sich knapp mit 86 zu 85 gegen das britische Team durch, sodass Nix ebenso wie seine Mannschaftskameraden William Lane-Joynt, William Ellicott und Thomas Ranken die Silbermedaille gewann. Nix war dabei mit 27 Punkten nicht nur der beste Schütze der britischen Mannschaft, sondern auch der beste Schütze des gesamten Wettkampfs.